# Weintrauboa megacanthus
Weintrauboa megacanthus är en spindelart som beskrevs av Xu och Li 2007. Weintrauboa megacanthus ingår i släktet Weintrauboa och familjen Pimoidae. Inga underarter finns listade i Catalogue of Life.